# علم الشمس المشرقة

علم الحرب للجيش الياباني الإمبراطوري (1870–1945)

علم البحرية الإمبراطورية اليابانية (1889–1947) وعلم قوة الدفاع الذاتي البحرية اليابانية (1954–الآن).

علم قوة الدفاع الذاتي البرية اليابانية.

 علم الشمس المشرقة  (باليابانية: 旭日 旗) هو علم عسكري ياباني. كان يستخدم كعلم حرب للجيش الياباني الإمبراطوري وكعلم للبحرية الإمبراطورية اليابانية حتى نهاية الحرب العالمية الثانية. يستخدم هذا العلم الآن كعلم حرب لقوة الدفاع الذاتى البرية اليابانية وكعلم لقوة الدفاع الذاتي البحرية اليابانية. يرفع هذا العلم أيضًا خلال احتفالات العام الياباني الجديد وفي الأحداث الرياضية.

## التصميم
تصميمه مشابه لتصميم علم اليابان في وجود قرص الشمس الأحمر في المنتصف، ولكن مع فارق وجود 16 شعاع للشمس للتعبير عن اسم اليابان «أرض الشمس المشرقة».
استخدم هذا العلم في الخارج من فترة مييجي إلى نهاية الحرب العالمية الثانية. وعندما هزمت اليابان في أغسطس 1945، منعت من قبل قوات الحلفاء من استخدام العلم. ولكن مع إعادة إنشاء «قوات الدفاع الذاتي»، أعيد استخدام العلم في عام 1954. العلم ذو الـ 16 شعاع تستخدمه الآن قوة الدفاع الذاتى البحرية اليابانية، بينما تستخدم قوة الدفاع الذاتى البرية اليابانية علمًا مشابهًا ولكنه ذو 8 أشعة فقط.

## موقف الصين وشبه الجزيرة الكورية من العلم
غالبا ما يعتبر هذا العلم غير مرحب به في البلدان التي وقعت تحت السيطرة اليابانية في الصين وشبه الجزيرة الكورية وجنوب شرق آسيا، ووصفت الصين وشبه الجزيرة الكورية بالعدوان الياباني الغاشم، وترمز العلم بالإمبريالية اليابانية.

## معرض الصور

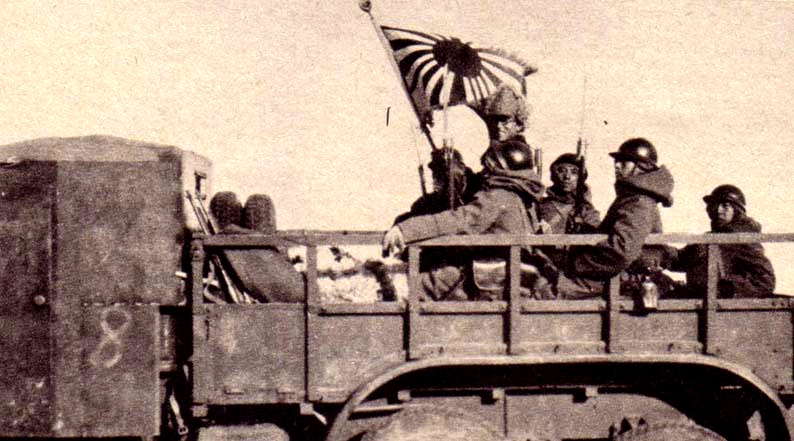
جنود يابانيون في منشوريا عام 1931
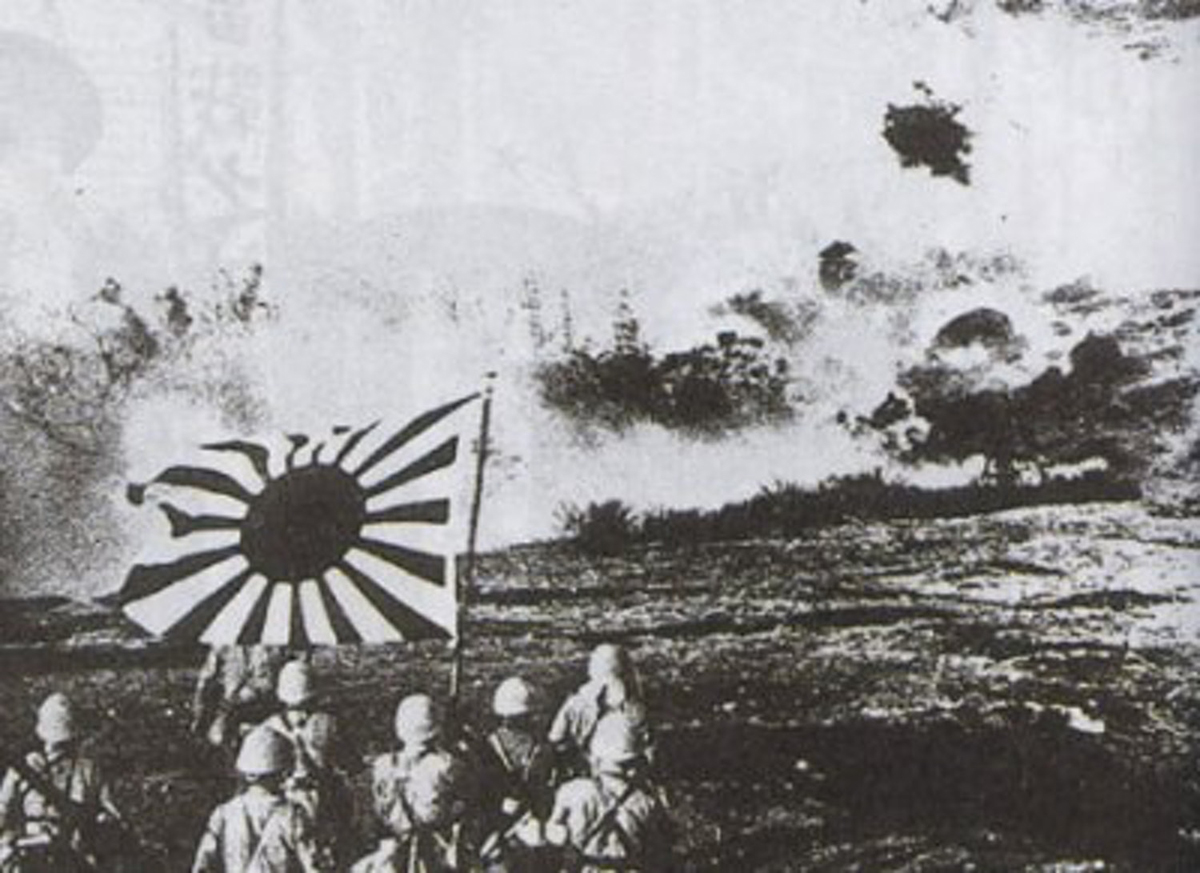
جنود في معركة كانتون عام 1938
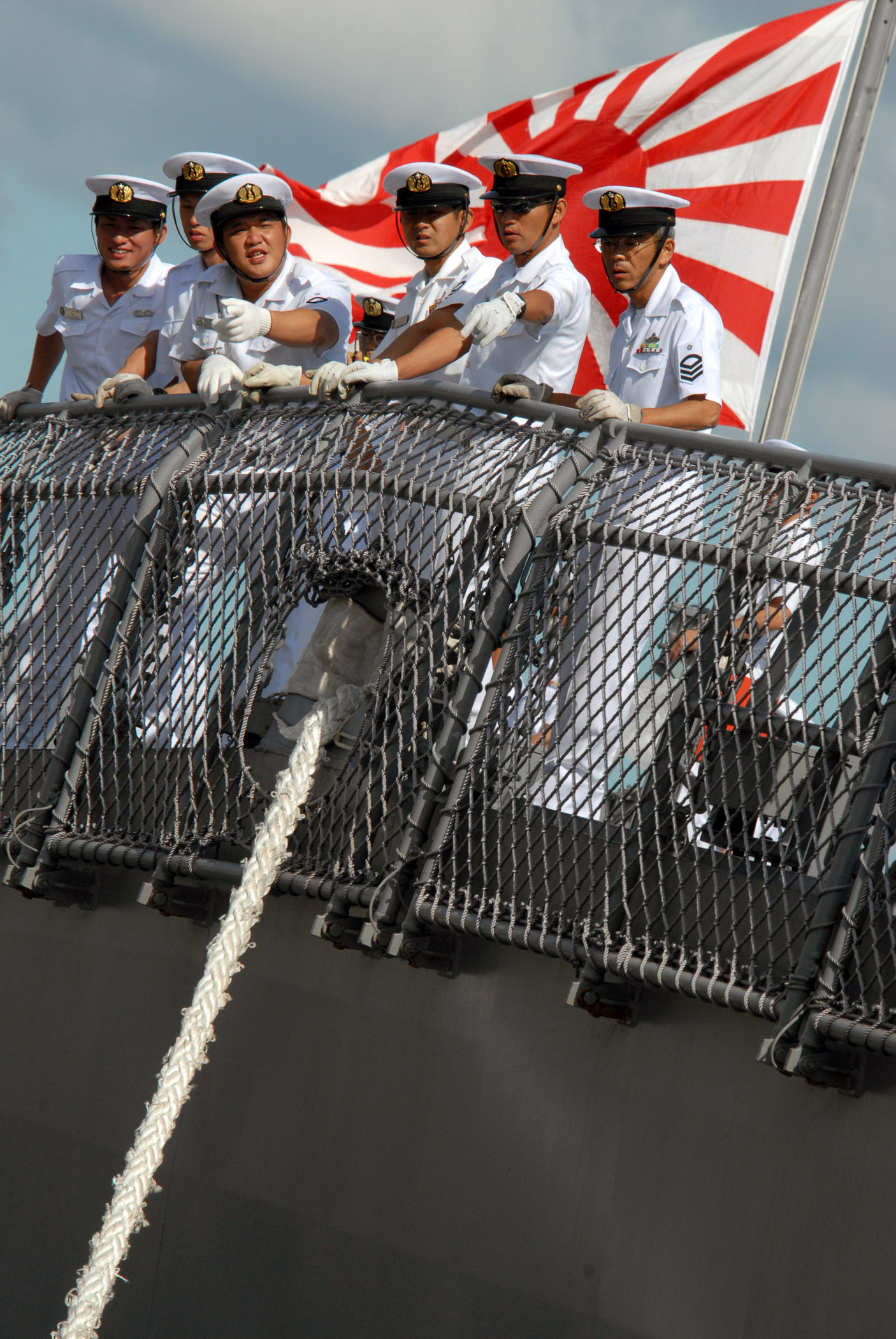
العلم مرفوعًا فوق إحدى القطع الحربية البحرية
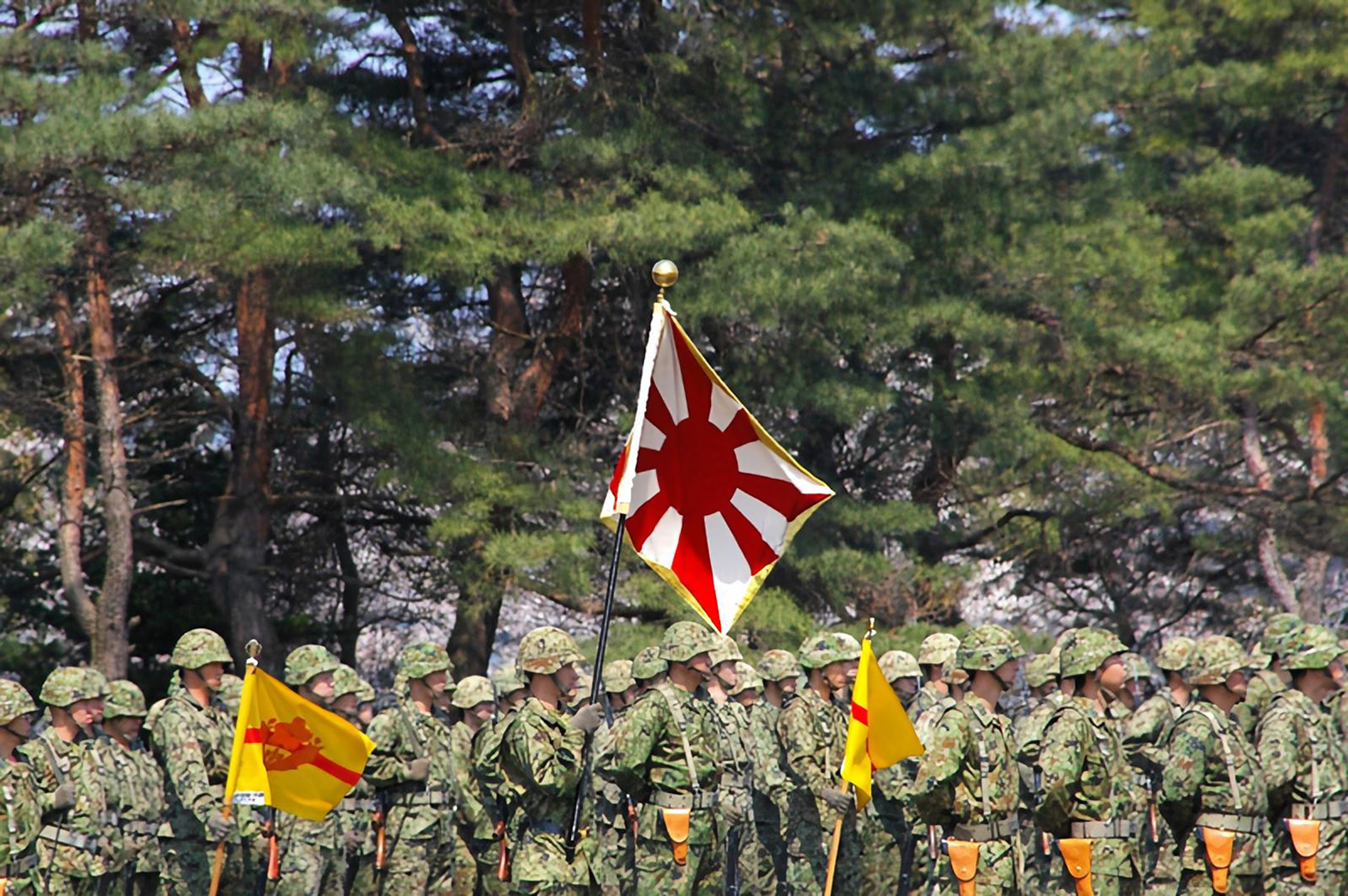
العلم يرفعه جنود قوة الدفاع الذاتي البرية اليابانية